# Upāsaka
Upāsaka au masculin et upāsikā au féminin désignent un ou une bouddhiste qui a pris les trois refuges, observe les cinq préceptes, ou les huit préceptes, et pratique le bouddhisme à la maison, sans être moine ou moniale. Le terme de laïc est utilisé, ou celui de disciple laïc. On utilise en Chine et au Japon les termes yōupósài ubasoku (優婆塞) au masculin et yōupóyí ubai (優婆夷) au féminin.
Les deux premiers disciples laïcs du Bouddha furent les marchands Trapusa et Bahalika. Dans un édit mineur sur le rocher I datant probablementde 258 AEC, l'empereur Ashoka se définit comme un upāsaka : " Il y a plus de deux ans et demi que je suis un dévot laïque (upāsaja) (...)".